# Alexandra Recchia
Pour les articles homonymes, voir Recchia.
Alexandra Aurélie Sibylle Recchia, née le 25 octobre 1988 à Lyon (Rhône), est une avocate en droit du travail et karatéka française surtout connue pour avoir remporté l'épreuve de kumite individuel féminin moins de 50 kilos aux championnats du monde de karaté 2012 à Paris, en France.

## Biographie
Alexandra Recchia commence le karaté à l'âge de 6 ans au CORPS Karaté Club à Saint-Fons dans la banlieue lyonnaise. Son professeur formateur, Jean-Yves Martin, lui transmet sa passion pour ce sport. Elle connaît sa première victoire en Championnat de France en 2002 dans la catégorie minime et remporte la finale par 10 à 1. Elle intègre l'équipe de France de karaté en 2004. C'est à ce moment-là qu'elle se donne pour objectif le titre de Championne du monde.

## Résultats
| Résultat           | Date              | Épreuve                                     | Catégorie | Compétition                                            | Ville hôte             |
| ------------------ | ----------------- | ------------------------------------------- | --------- | ------------------------------------------------------ | ---------------------- |
| Médaille de bronze | Février 2007      | Kumite individuel féminin moins de 53 kilos | Juniors   | Championnats d'Europe juniors et cadets 2007           | Izmir, en Turquie      |
| Médaille de bronze | Octobre 2007      | Kumite individuel féminin moins de 53 kilos | Juniors   | Championnats du monde de karaté juniors et cadets 2007 | Istanbul, en Turquie   |
| Médaille de bronze | Février 2008      | Kumite féminin en équipe                    | Juniors   | Championnats d'Europe de karaté juniors et cadets 2008 | Trieste, en Italie     |
| Médaille d'or      | Février 2008      | Kumite individuel féminin moins de 53 kilos | Juniors   | Championnats d'Europe de karaté juniors et cadets 2008 | Trieste, en Italie     |
| Médaille de bronze | Novembre 2008     | Kumite féminin en équipe                    | Seniors   | Championnats du monde de karaté 2008                   | Tōkyō, au Japon        |
| Médaille d'or      | Octobre 2010      | Kumite féminin en équipe                    | Seniors   | Championnats du monde 2010                             | Belgrade, en Serbie    |
| Médaille d'argent  | Mai 2011          | Kumite féminin en équipe                    | Seniors   | Championnats d'Europe 2011                             | Zurich, en Suisse      |
| Médaille de bronze | Mai 2012          | Kumite individuel féminin moins de 50 kilos | Seniors   | Championnats d'Europe 2012                             | Tenerife, en Espagne   |
| Médaille d'or      | Novembre 2012     | Kumite féminin en équipe                    | Seniors   | Championnats du monde 2012                             | Paris, en France       |
| Médaille d'or      | Novembre 2012     | Kumite individuel féminin moins de 50 kilos | Seniors   | Championnats du monde 2012                             | Paris, en France       |
| Médaille d'argent  | Mai 2013          | Kumite féminin en équipe                    | Seniors   | Championnats d'Europe de karaté 2013                   | Budapest, en Hongrie   |
| Médaille d'or      | Mai 2013          | Kumite individuel féminin moins de 50 kilos | Seniors   | Championnats d'Europe de karaté 2013                   | Budapest, en Hongrie   |
| Médaille d'argent  | Juillet-Août 2013 | Kumite individuel féminin moins de 50 kilos | Seniors   | Jeux mondiaux de 2013                                  | Cali, en Colombie      |
| Médaille de bronze | Novembre 2014     | Kumite individuel féminin moins de 50 kilos | Seniors   | Championnats du monde de karaté 2014                   | Brême, en Allemagne    |
| Médaille d'argent  | Novembre 2014     | Kumite féminin en équipe                    | Seniors   | Championnats du monde de karaté 2014                   | Brême, en Allemagne    |
| Médaille d'argent  | Mars 2015         | Kumite individuel féminin moins de 50 kilos | Seniors   | Championnats d'Europe de karaté 2015                   | Istanbul, en Turquie   |
| Médaille de bronze | Juin 2015         | Kumite individuel féminin moins de 50 kilos | Seniors   | Jeux européens de 2015                                 | Bakou, en Azerbaïdjan  |
| Médaille d'or      | Mai 2016          | Kumite individuel féminin moins de 50 kilos | Seniors   | Championnats d'Europe de karaté 2016                   | Montpellier, en France |
| Médaille d'or      | Octobre 2016      | Kumite féminin en équipe                    | Seniors   | Championnats du monde 2016                             | Linz, en Autriche      |
| Médaille d'or      | Octobre 2016      | Kumite individuel féminin moins de 50 kilos | Seniors   | Championnats du monde 2016                             | Linz, en Autriche      |
| Médaille d'or      | Juillet 2017      | Kumite individuel féminin moins de 50 kilos | Seniors   | Jeux mondiaux de 2017                                  | Wrocław, en Pologne    |
| Médaille d'argent  | Mai 2017          | Kumite féminin en équipe                    | Seniors   | Championnats d'Europe de karaté 2017                   | Izmit, en Turquie      |
| Médaille de bronze | Mai 2018          | Kumite individuel féminin moins de 50 kilos | Seniors   | Championnats d'Europe de karaté 2018                   | Novi Sad, en Serbie    |
| Médaille de bronze | Mai 2021          | Kumite individuel féminin moins de 50 kilos | Seniors   | Championnats d'Europe de karaté 2021                   | Poreč, en Croatie      |

## Distinctions et récompenses
Elle est Chevalier de l'Ordre national du Mérite le 14 novembre 2011.